# رومئو بنتی
رومئو بنتی (به ایتالیایی: Romeo Benetti) بازیکن فوتبال و اهل ایتالیا است که از سال ۱۹۷۱ میلادی عضو تیم ملی فوتبال ایتالیا بوده و در ۵۵ بازی ملی حضور داشته‌است. او در بازی‌های ملی‌اش ۲ گل به ثمر رساند.
رومئو بنتی آخرین بازی ملی خود را در سال ۱۹۸۰ میلادی انجام داد.